# Петтерссон, Симон
Симон Петтерссон (швед. Simon Pettersson; род. 3 января 1994, Tobo, Уппсала) — шведский легкоатлет, специалист по метанию диска. Выступает за сборную Швеции по лёгкой атлетике с 2013 года, серебряный призёр летних Олимпийских игр в Токио, финалист чемпионатов мира и Европы, многократный призёр первенств национального значения.

## Биография
Симон Петтерссон родился 3 января 1994 года. С детства увлекался разными видами спорта: пинг-понгом, гольфом, футболом.
Заниматься лёгкой атлетикой начал в возрасте семи лет, в 18 лет взял акцент на метание диска. Состоял в клубе Hässelby SK из Стокгольма, проходил подготовку под руководством известного исландского дискобола Вьестейдна Хафстейнссона.
Впервые заявил о себе в лёгкой атлетике на международном уровне в сезоне 2013 года, когда вошёл в состав шведской национальной сборной и выступил в метании диска на юниорском европейском первенстве в Риети.
В 2015 году в той же дисциплине стал пятым на молодёжном европейском первенстве в Таллине (58,05).
В 2016 году одержал победу в молодёжной категории на Кубке Европы по метаниям в Араде (60,28).
В 2017 году представлял Швецию на чемпионате мира в Лондоне, с результатом 60,39 метра занял в финале 11-е место.
В 2018 году выиграл серебряные медали на чемпионате Швеции в Эскильстуне (63,37) и на Кубке Европы по метаниям в Лейрии (65,81), стал четвёртым на чемпионате Европы в Берлине (64,55).
В 2019 году взял бронзу на чемпионате Швеции в Карлстаде (61,06), занял девятое место на чемпионате мира в Дохе (63,72).
На чемпионате Швеции 2020 года в Уппсале показал результат 64,73 метра и получил серебряную награду.
В мае 2021 года на соревнованиях в Векшё установил свой личный рекорд в метании диска — 69,48 метра. Выполнив олимпийский квалификационный норматив (66,00), удостоился права защищать честь страны на летних Олимпийских играх в Токио — в программе метания диска благополучно преодолел предварительный квалификационный этап, тогда как в финале с результатом 67,39 завоевал серебряную олимпийскую медаль, уступив только своему титулованному соотечественнику Даниэлю Столю.